# 孟席斯政府 (1949年—1966年)
第二次孟席斯政府（1949—1966）是指由总理罗伯特·孟席斯领导的澳大利亚联邦政府的第二个执政期。它由1949年至1966年澳大利亚议会中的自由–乡村党联盟成员组成。孟席斯率领自由—乡村联盟在1949、1951、1954、1955、1958、1961和1963年的选举中取得胜利。罗伯特·孟席斯是澳大利亚任期时间最长的总理。他曾在1939年至1941年其间作为統一澳洲黨领袖担任总理一职。

## 背景

### 自由党的成立
統一澳洲黨由十四个政党联盟组成，但对統一澳洲黨的失望现象却很普遍。来自新南威尔士州的一群成员组织了新的“民主党”，这个新的团体希望罗伯特·孟席斯来出任其领袖。孟席斯于1944年10月13日在堪培拉召开了由保守党派和其他反对执政的澳大利亚工党的团体出席的会议，会议于1944年12月在奥尔伯里再次举行。该党于1945年8月31日在悉尼市政厅正式宣布成立。
孟席斯在1939年至1941年其间作为統一澳洲黨领袖出任总理一职。自1942年起，孟席斯通过他的一系列“被遗忘的人”的广播讲话保持了他的公众形象，如同美国总统富兰克林·德拉诺·罗斯福1930年代的“炉边谈话”，他在其中将中产阶级称为“澳大利亚的支柱”，但是，尽管这被政党视为“理所当然”，然而由于一方面缺乏财富而另一方面缺乏组织，中产阶级实际上并无权力。
孟席斯在概述他对1944年新政治运动的看法中说：“……我们必须寻求的，并且对我们社会极为重要的，是对社会公正和安全，国家强大和进步以及个体公民的全面发展有效的自由思想的真正复兴，而不是单调和僵化的社会主义方式。”
孟席斯希望新的政党独立于大企业等利益集团，因此试图建立一个机构，在此机构下该党只能从个人而不是贸易团体或协会获得少量的资金。
在1946年大选仅对工党获得不多的收益之后，孟席斯再度作为三年反对党领袖—抵制工党将澳大利亚银行国有化，抨击汽油配给以及在冷战初期提出反对共产主义。 孟席斯称在任的奇弗利政府为“社会主义者”。以乡村党的阿瑟·法登为副手，孟席斯率领自由—乡村党联盟在1949年的大选中取得胜利。他现将成为澳大利亚历史上任期时间最长的总理。